# カラヤン島
カラヤン島（カラヤンとう、Calayan Island）はフィリピン諸島北部バブヤン海峡に浮かぶバブヤン諸島の島。ルソン島北部のアパリから100km程北に位置し、南西25km程の位置にダルピリ島、南40km程の位置にフガ島が存在し、南東50km程の位置にカミギン島、北北東40km程の位置にバブヤン島が存在する。
島の面積は196km2ほどであり、カガヤン州カラヤンに属している。島内にはPoblacion、Centro II、Balatubat、Dibay、Dadao、Magsidelなどのバランガイが存在する。2007年の時点では人口が8919人だった。島へはアパリから船が出ている。
島は長いところで22km、幅は14km程であり、島の周囲は浅い浜が多くなっている。島の地形は中央部の標高が高くなっており、543mのカラヤン山、429mのNongabaywanan山などが存在する。島の植生は農地や厚い熱帯雨林などから構成されており、島内中心部は低地多雨林になっている。河岸ではタコノキ属が生える。
2004年には島内固有のカラヤンクイナ (Gallirallus calayanensis) が発見され、以降この島を自然保護区とする試みがなされており、2011年にはカラヤン議会が島内29km2を覆う野生生物保護区の設立条例を通過させている。

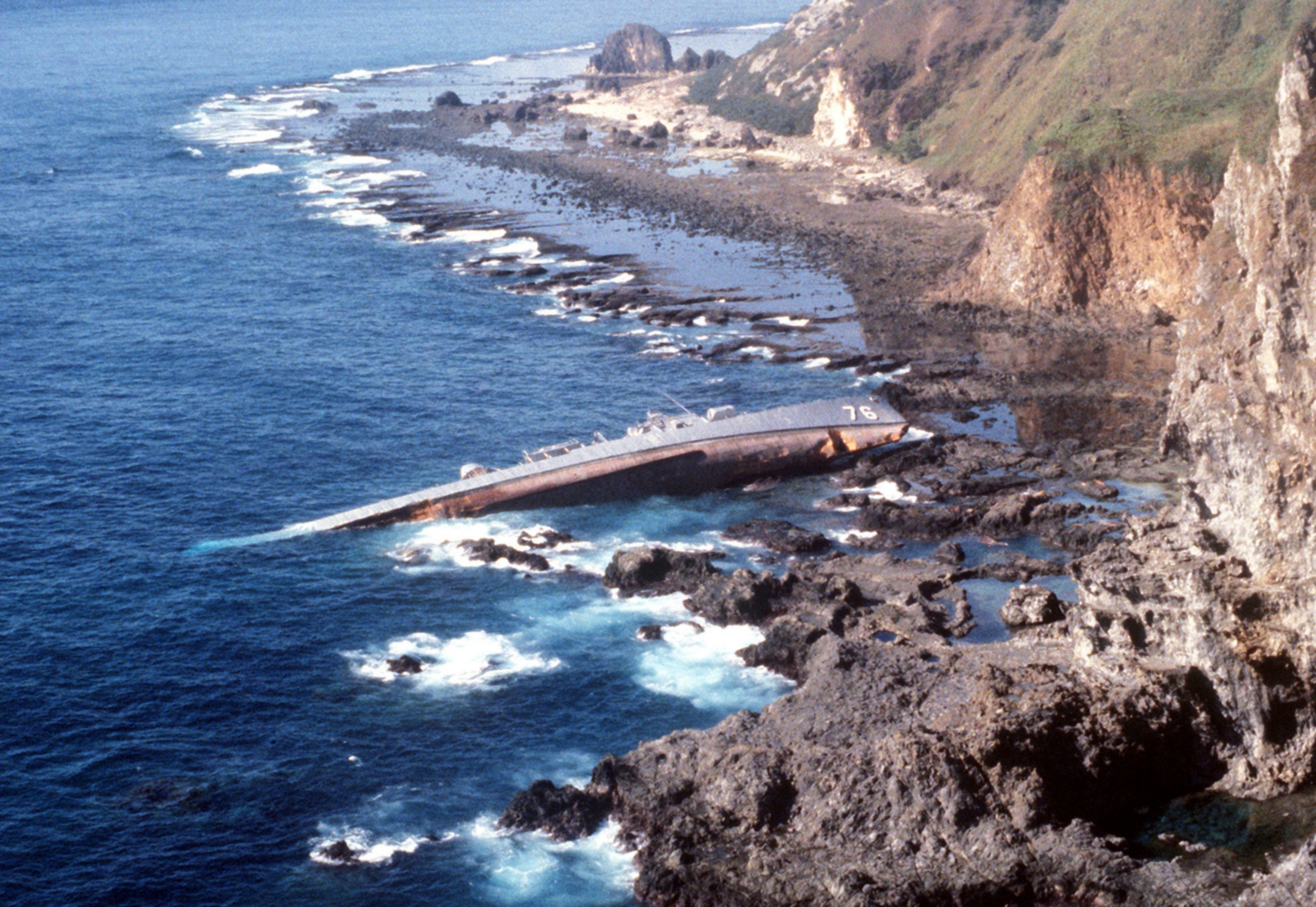
台風で座礁したフィリピン軍艦

島の北部は岩礁もあり、1981年には台風20号クララ（CLARA）の影響でフィリピン海軍のフリゲートダトゥ・カランチャウが座礁している。

## 註
1. ↑  NSCBの統計データ
2. ↑  D. ALLEN, C. ESPANOLA, G. BROAD, C. OLIVEROS and J. C. T. GONZALEZ: New bird records for the Babuyan islands, Philippines, including two first records for the Philippines. FORKTAIL 22 (2006): 57–70
3. ↑  Mount Nongabaywanan auf Peakery
4. ↑  “Calayan Rail”.  バードライフ・インターナショナル. 2014年9月13日閲覧。